# Federico Rizzi
Federico Rizzi (Cremona, 6 gennaio 1981) è un ex calciatore italiano, di ruolo difensore.

## Carriera
Nella sua carriera ha totalizzato 92 presenze (e 2 reti) con il Mantova nel campionato di Serie B.
Nella stagione 2012-2013 vince il campionato di Lega Pro Prima Divisione con la maglia del Trapani totalizzando 27 presenze
Il 4 settembre 2013 viene ingaggiato dalla Salernitana con un contratto annuale.
Il 16 gennaio 2014 rescinde il contratto che lo legava alla Salernitana, e nello stesso giorno firma con la Pergolettese
Dopo la retrocessione della Pergolettese rimane Svincolato.
Il 29 agosto 2014 annuncia il suo ritiro dal calcio.

## Palmarès

### Club

#### Competizioni nazionali
- Serie D: 1

Pizzighettone: 2002-2003
- Lega Pro Prima Divisione: 1

Trapani: 2012-2013